# 뉴욕 니커보커스
뉴욕 니커보커스(영어: New York Knickerbockers)는 처음으로 조직된 오늘날 경기와 유사한 규칙의 일종으로 경기한 야구팀 중 하나였다. 뉴욕 니커보커스는 알렉산더 카트라이트에 의해 설립되었으며, 현대 야구의 원래의 개발자 중 한명으로 여겨진다.
1849년, 뉴욕 니커보커스는 처음으로 기록된 야구 유니폼을 입었다.

## 원리와 규칙
뉴욕 시 소방서의 니커보커 엔진 회사 No.12의 구성원이긴 하지만, 알렉산더 카트라이트는 맨해튼 공터에서 타운볼 경기(야구보다 오래되었으며 유사한 경기)에 관여했다. 1845년, 공터는 사용할 수 없게 되었고, 집단은 다른 위치를 찾을 수 밖에 없었다. 그들은 경기 잔디를 찾았는데, 엘리시언 필드는 대여료가 1년에 75달러인 뉴저지주 호보켄의 허드슨강을 가로지른 크고 나무로 채워진 대정원이었다.
대여료를 내는 것 때문에, 카트라이트는 공 구단을 조직해서 필요한 돈을 모을 수 있었다. 구단의 이름은 카트라이트가 있었던 소방서를 기념하여 "니커보커스"였다. 니커보커스 구단은 1845년 9월 23일 조직되었다. 첫 직원은 던컨 F. 커리 사장, 윌리엄 R. 위턴 부사장, 그리고 윌리엄 H. 더커 비서·재무담당자였다.
선수들을 위해 클럽을 새로 만드는 일은, 무엇보다 먼저 선수들 사이에 "신사의 평판을 갖도록 하기" 위해, 각 구성원이 충실히 지켜야 할, 일련의 공식적인 규칙을 요구하게 되었다. 카트라이트는 니커보커 규칙을 팀의 20조항의 형식적인 규칙을 갖추었다.
이 규칙은 카트라이트가 이전에 맨해튼에서의 타운볼 경기에서의 경험에 기초한 것으로 보인다. 맨해튼의 빈터에서의 경기의 원래 규칙은 문서화되지 않아서 어떤 규칙이 카트라이트의 발명인지 말하지 못했다. 아마, 카트라이트의 규칙은 그가 그의 판단에 따라서 전환시킨 맨해튼의 규칙에 기초한다. 20조항의 규칙은 야구의 초기 다른 버전이나 라운더스, 거의 야구의 직접적인 조상 영국식 경기로부터 여러 측면에서 달랐다.

## 처음으로 공식적으로 기록된 경기와 이후의 역사
허드슨강을 가로지르는 니커보커 구단은 맨해튼 선수들의 집단을 나누었다. 선수들의 몇몇은 야구 경기를 위해 페리를 타고 강을 건너는 것을 거부했는데 그 이유는 그들은 집으로부터의 거리를 좋아하지 않았다. 그들은 그들의 구단인 '뉴욕 나인'을 조직했다.
두 다른 팀 사이에 최초로 '공식적으로 기록된' 야구 경기는 1946년 6월 19일, 호보켄의 엘리시언 필드에서 열렸다. '니커보커스'와 '뉴욕 나인'(또한 뉴욕 야구단으로 알려져 있다) 두팀은, 카트라이트의 20개 조항을 따랐다. 카트라이트의 팀인 니커보커스가 4이닝 경기에서 23-1로 뉴욕 나인 구단에게 패했다. 일부는 카트라이트의 팀이 진 이유는 그의 최고의 선수들이 강을 건너기 싫었기 때문이라고 말했다. 카트라이트는 이 경기의 심판이었고 저주로 인해서 한 선수에게 6센트의 벌금을 주었다. 다음은 그 경기의 라인업이다.
| \| 니커보커스 \| 뉴욕 나인 \| \| ---------- \| ----------- \| \| 터니 \| 데이비스 \| \| 애덤스 \| 윈슬로우 \| \| 터커 \| 랜섬 \| \| 버니 \| 머피 \| \| 에이버리 \| 케이스 \| \| H. 앤서니 \| 존슨 \| \| D. 앤서니 \| 톰프슨 \| \| 트라이언 \| 트렌차드 \| \| 파울딩 \| 샌디 란토스 \| 그러나, 이 경기 후의 몇몇 다른 기록된 경기들이 있다. 1845년 10월 6일, 니커보커 구단은 그들의 구성원들 사이에 3이닝 경기를 가졌고, 같은 해 10월 22일에는 '뉴욕 구단'이 '브루클린 구단'을 24-4로 이겼고, 다음날 조간 신문에 박스 스코어가 포함되었다. 다음 몇년동안, 야구의 규칙은 나라 전체에 퍼졌다. 야구는 미국인들의 인기 스포츠가 되었고 몇천명의 관중을 끌어들였다. 카트라이트의 규칙은 곧 1857년, 전미야구선수협회의 규칙의 한 일부가 되었다. 이 규칙들은 느리게 야구의 오늘날 규칙으로 발전했다. 1. - Orem, Preston D. (1961), Baseball (1845-1881) From the Newspaper Accounts, Altadena, CA: Self-published ASIN B0007HTB88 - Peterson, Harold (1969, 1973), The Man Who Invented Baseball, New York: Charles Scribner's Sons ISBN 978-0-684-13185-6 - 야구의 기원 - 히코스포츠닷컴의 '니커보커 야구단' - 어바웃닷컴의 '야구의 역사 – 알렉산더 카트라이트' |             |
| 니커보커스 | 뉴욕 나인   |
| 터니 | 데이비스    |
| 애덤스 | 윈슬로우    |
| 터커 | 랜섬        |
| 버니 | 머피        |
| 에이버리 | 케이스      |
| H. 앤서니 | 존슨        |
| D. 앤서니 | 톰프슨      |
| 트라이언 | 트렌차드    |
| 파울딩 | 샌디 란토스 |